# 德國 (印第安納州)
德國（英語：Germany）是位於美國印地安納州克拉克縣的一個非建制地區。該地的面積和人口皆未知。

## 地理
德國的座標為38°27′44″N 85°32′34″W / 38.46222°N 85.54278°W，而該地的平均海拔高度為199米（即653英尺）。